# Bafodé Diakité
Bafodé Diakité, né le 6 janvier 2001 à Toulouse (Haute-Garonne) en France, est un footballeur franco-guinéen qui évolue au poste de défenseur central à l'AFC Bournemouth.

## Biographie

### Jeunesse et formation
Bafodé Diakité est né le 6 janvier 2001 à Toulouse.
Il commence le football à l'âge de 7 ans au sein du Toulouse ACF avant de rejoindre à 12 ans le Toulouse Football Club. Il intègre à ses 16 ans le centre de formation du club.

### Débuts en professionnel au Toulouse FC
Il signe son premier contrat professionnel avec le Toulouse FC le 27 octobre 2018. Le 5 décembre, il connaît sa première titularisation, à l'âge de 17 ans, à Reims. Malgré un carton jaune, il participe à la victoire 1-0 des Violets. Le 6 janvier 2019, il inscrit son premier but professionnel le jour de son 18e anniversaire, contre l'OGC Nice en Coupe de France, en ouvrant le score à la 40e minute, pour une victoire 4-1 de son club formateur. Il inscrit son premier but en championnat à 18 ans le 24 mai 2019, lors de la dernière journée contre le Dijon FCO, pour une défaite 2-1. À l'issue de cette saison, où il dispute neuf matchs de championnat en tant que titulaire, Diakité prolonge son contrat jusqu'en 2023.
Bafodé Diakité commence la saison 2019-2020 en Ligue 1 en tant que titulaire avant de recevoir le premier carton rouge de sa carrière à la 81e minute d'un match contre le Nîmes Olympique. Suspendu les trois matchs suivants, il revient pour la victoire de son équipe contre le LOSC mais sort au bout de seulement 27 minutes de jeu pour une blessure au mollet. De retour pour le premier match en Ligue 1 de l'année 2020, il ne peut empêcher la défaite de son équipe contre le Stade brestois malgré un doublé. La saison est arrêtée dès le mois de mars à la suite de la Pandémie de Covid-19, le classement est entériné et le club, dernier, est rétrogradé en Ligue 2.
Lors de la saison 2021-2022, le club est champion de Ligue 2, synonyme de retour dans l'élite.

### Arrivée au Lille OSC
Le 5 août 2022, Bafodé Diakité quitte le Toulouse FC et s'engage au LOSC jusqu'en 2026, contre une indemnité de transfert avoisinant les 3 millions d'euros.
Diakité aborde la saison 2023-2024 en ayant subi une blessure à une épaule durant l'Euro espoirs 2023. Il ressent à nouveau cette blessure le 31 août lors d'un match de barrages de Ligue Europa Conférence contre le HNK Rijeka. Également absent de plusieurs rencontres en novembre en raison d'une blessure à un péroné, il se fait opérer à la fin du mois de décembre pour traiter son épaule, ce qui le contraint à une absence des terrains estimée à trois mois selon son entraîneur Paulo Fonseca.
Le 12 septembre 2024, il prolonge son contrat jusqu'en 2028.
Bafodé Diakité s'est affirmé, durant la saison 2024-2025, comme un des piliers de l'équipe lilloise. En défense, il forme avec Alexsandro l'une des meilleures charnières centrales de ligue 1 ; et quand il monte en attaque, il a, notamment sur les coups de pied arrêtés, un jeu de tête redoutable. Formidable sur le terrain, impeccable dans les vestiaires, Diakité personnifie l'idéal du monde latin : « mens sana in corpore sano » (un esprit sain dans un corps sain).

### AFC Bournemouth
Après trois années passées à Lille, Bafodé Diakité s'engage en aout 2025 pour cinq saisons avec le club de Premier League de l'AFC Bournemouth; le montant du transfert est estimé à 40 millions d'euros,, après des négociations qui ont duré dans le temps.

### Carrière internationale
En septembre 2020, Bafodé est appelé pour la première fois en équipe de France espoirs par le sélectionneur Sylvain Ripoll. Cependant, il n'entrera pas en jeu durant les deux oppositions.
Membre de l'équipe de France espoirs présente à l'Euro 2023, il se blesse à une épaule avant le quart-de-finale perdu contre l'Ukraine.
Le 3 juin 2024, Thierry Henry le sélectionne dans une pré-liste de 25 joueurs afin de disputer les Jeux olympiques 2024 à Paris.

## Statistiques
| Saison                | Club                  | Championnat           | Championnat | Championnat | Championnat | Coupe(s) nationale(s) | Coupe(s) nationale(s) | Coupe(s) nationale(s) | Compétition(s) continentale(s) | Compétition(s) continentale(s) | Compétition(s) continentale(s) | Compétition(s) continentale(s) | Total | Total | Total |
| Saison                | Club                  | Division              | M.          | B.          | P.d.        | M.                    | B.                    | P.d.                  | Comp.                          | M.                             | B.                             | P.d.                           | M.    | B.    | P.d.  |
| 2018-2019             | Toulouse FC           | Ligue 1               | 9           | 1           | 0           | 3                     | 1                     | 0                     | -                              | -                              | -                              | -                              | 12    | 2     | 0     |
| 2019-2020             | Toulouse FC           | Ligue 1               | 16          | 2           | 0           | 1                     | 0                     | 0                     | -                              | -                              | -                              | -                              | 17    | 2     | 0     |
| 2020-2021             | Toulouse FC           | Ligue 2               | 22+2        | 2+0         | 0           | 3                     | 0                     | 0                     | -                              | -                              | -                              | -                              | 27    | 2     | 0     |
| 2021-2022             | Toulouse FC           | Ligue 2               | 24          | 2           | 0           | 3                     | 0                     | 0                     | -                              | -                              | -                              | -                              | 27    | 2     | 0     |
| Sous-total            | Sous-total            | Sous-total            | 73          | 7           | 0           | 10                    | 1                     | 0                     | -                              | -                              | -                              | -                              | 83    | 8     | 0     |
| 2022-2023             | Lille OSC             | Ligue 1               | 33          | 3           | 0           | 3                     | 0                     | 0                     | -                              | -                              | -                              | -                              | 36    | 3     | 0     |
| 2023-2024             | Lille OSC             | Ligue 1               | 21          | 5           | 3           | -                     | -                     | -                     | C4                             | 7                              | 1                              | 0                              | 28    | 6     | 3     |
| 2024-2025             | Lille OSC             | Ligue 1               | 31          | 4           | 1           | 3                     | 0                     | 0                     | C1                             | 14                             | 0                              | 0                              | 48    | 4     | 1     |
| Sous-total            | Sous-total            | Sous-total            | 85          | 12          | 4           | 6                     | 0                     | 0                     | -                              | 21                             | 1                              | 0                              | 112   | 13    | 4     |
| 2025-2026             | AFC Bournemouth       | Premier League        | 1           | 0           | 0           | -                     | -                     | -                     | -                              | -                              | -                              | -                              | 1     | 0     | 0     |
| Total sur la carrière | Total sur la carrière | Total sur la carrière | 159         | 19          | 4           | 16                    | 1                     | 0                     | -                              | 21                             | 1                              | 0                              | 196   | 21    | 4     |

## Palmarès
Il est champion de Ligue 2 en 2022 avec le Toulouse FC.